# Trolland
Pour plus de détails, voir Fiche technique et Distribution.
Trolland est un film d'animation américain réalisé par Ron Thornton, sorti en 2016. C’est le mockbuster de Les Trolls, sorti la même année.

## Synopsis
Des trolls qui vivent près d’un camping s’amusent à faire des farces à des humains sans méfiance, et ils rivalisent d’imagination pour voir qui peut faire la meilleure farce. Mais Fenn, un troll, déteste faire des farces aux gens, et il est tellement taquiné par ses congénères qu’il s’enfuit. Lorsqu’un garde forestier commence à capturer les autres trolls, le troll paria doit sauver ses amis et sa famille sans faire de farces.

## Distribution
- Dick Van Dyke : Yusop (voix)
- Ja Rule : Fenn (voix)
- Jerry O'Connell : Hayden (voix)
- Chris Daughtry : conseiller Olaf (voix)
- Dylan Vox : Finntoozler (voix)
- Greg Cipes : Oppenhop, Silex Klorg (voix)[2]

## Production
Ron Thornton a demandé à son ami l’artiste William Vaughan de concevoir et de modéliser plusieurs des personnages du film. Vaughan a créé les personnages avant le début de la production. Il avoue ne jamais avoir vu le film, mais il était ravi d’apprendre que l’un des personnages était doublé par Dick Van Dyke. Certains des autres personnages ont été doublés par Ja Rule, Jerry O’Connell, T-Boz et Chris Daughtry.

## Accueil

### Réception critique
Trolland est le mockbuster de Trolls (2016) par The Asylum. La qualité de l’animation est jugée très mauvaise par les spectateurs.
Trolland recueille un score d’audience de 14% sur Rotten Tomatoes.
Trolland détient une note de 1,2 sur 10 sur IMDb. Saberspark le considère comme le pire film des années 2010.